# Xiong Shiqi
Xiong Shiqi (chinesisch 熊诗麒 Xióng Shīqí; * 9. März 2004 in Yichang) ist eine chinesische Leichtathletin, die im Sprint und im Weitsprung an den Start geht. 2023 siegte sie im Weitsprung bei den Asienspielen in Hangzhou und im Jahr darauf wurde sie in Teheran Hallenasienmeisterin.

## Sportliche Laufbahn
Erste internationale Erfahrungen sammelte Xiong Shiqi im Jahr 2023, als sie bei den U20-Asienmeisterschaften in Yecheon in 11,62 s die Goldmedaille im 100-Meter-Lauf gewann und auch mit der chinesischen 4-mal-100-Meter-Staffel in 45,05 s siegte. Im Oktober nahm sie an den Asienspielen in Hangzhou teil und siegte dort mit 6,73 m im Weitsprung. Im Jahr darauf siegte sie mit 6,55 m bei den Hallenasienmeisterschaften in Teheran und schied im August bei den Olympischen Sommerspielen in Paris mit 6,58 m in der Qualifikationsrunde aus. 2025 gewann sie bei den World University Games in Bochum mit 6,68 m die Silbermedaille hinter der Portugiesin Agate de Sousa.
In den Jahren 2023 und 2024 wurde Xiong chinesische Meisterin im Weitsprung.

## Persönliche Bestleistungen
- 100 Meter: 11,62 s (−0,1 m/s), 5. Juni 2023 in Yecheon
- Weitsprung: 6,73 m (0,0 m/s), 2. Oktober 2023 in Hangzhou